# Zach Zenner
Zachary „Zach“ Zenner (* 13. September 1991 in Eagan, Minnesota) ist ein ehemaliger US-amerikanischer American-Football-Spieler. Er spielte als Runningback für die Detroit Lions, die New Orleans Saints, die Arizona Cardinals und die Miami Dolphins in der National Football League (NFL).

## Frühe Jahre
Zenner ging in seiner Geburtsstadt Eagan, Minnesota, zur Highschool. Zwischen 2010 und 2014 besuchte er die South Dakota State University. In den letzten drei Jahren erlief er für das College-Football-Team über 2000 Yards.

## NFL

### Detroit Lions
Nachdem Zenner im NFL-Draft 2015 nicht ausgewählt worden war, unterschrieb er am 2. Mai 2015 einen Dreijahresvertrag bei den Detroit Lions. Seine erste NFL-Saison begann er als vierter Backup-Runningback für die Lions. Am 30. Oktober 2015 wurde Zenner auf die Injury List gesetzt, nachdem er sich im Spiel gegen die Chicago Bears eine Rippenverletzung zugezogen hatte, welche ihn bis zum Saisonende außer Gefecht setzte.
Zur Saison 2016 wurde er öfter eingesetzt. Er profitierte dabei auch von einer Fußverletzung von Ameer Abdullah. Am 23. Oktober 2016, im Spiel gegen die Washington Redskins, erzielte er den ersten Touchdown in seiner NFL-Karriere. Eine Saison später erhielt er nur noch Kurzeinsätze.
Am 27. August 2019 wurde er entlassen.

### New Orleans Saints
Am 16. Oktober 2019 verpflichteten ihn die New Orleans Saints. Am 22. Oktober 2019 wurde er bereits wieder entlassen.

### Arizona Cardinals
Am 23. Oktober 2019 verpflichteten ihn die Arizona Cardinals. Am 2. Dezember wurde er entlassen.

### Miami Dolphins
Nach seiner Entlassung in Arizona nahmen die Miami Dolphins Zenner am 3. September 2019 über die Waiver-Liste unter Vertrag. Er kam in einem Spiel zum Einsatz und wurde bereits am 10. Dezember wieder entlassen.